# Вила Фалчинето (Пезаро и Урбино)
Вила Фалчинето је насеље у Италији у округу Пезаро и Урбино, региону Марке.
Према процени из 2011. у насељу је живело 71 становника. Насеље се налази на надморској висини од 40 м.